# Ponte di Nysa
Il ponte di Nysa è un ponte romano tardo imperiale situato sul torrente Cakircak a Nysa (l'odierno Distretto di Sultanhisar) nell'antica regione della Caria, l'odierna Turchia. Tale sostruzione, di lunghezza 100 m (328 ft), era nell'antichità la seconda più grande del suo genere dopo il Ponte di Pergamo.

## Datazione
Il geografo greco Strabone (63 a.C.–21 d.C.), che visse a Nysa, menzionò un condotto d'acqua segreto nella città, ma non è chiaro se con tale descrizione si riferisse al ponte esistente che risulta simile ad una galleria. Un'iscrizione sulla parete nord del tunnel, nelle vicinanze di una curva che si trova dopo 25 m (82 ft), riporta una data di costruzione d'epoca tardo imperiale. Inoltre, tale iscrizione recita: "Lavoro di Praülos fino a questo punto".

## Struttura
Il Ponte di Nysa fungeva da sostruzione per l'area antistante il teatro cittadino, che si trovava vicino al torrente Cakircak. Fu costruito con una struttura a due livelli: la volta inferiore attraversava il ruscello e, al di sopra di esso, una fila di archi collegava le due colline che formavano l'area urbana. L'arco di terra si estendeva sul torrente per una lunghezza di circa 100 m (328 ft), dando al ponte l'aspetto di un tubo o di una galleria, sebbene fosse costruito interamente sopra il livello del suolo. È composto da una singola volta ampia 5,7 m (19 ft) la cui bocca nella parte alta si allarga fino a 7 m (23 ft). L'altezza complessiva dell'arco semicircolare è di 5,9 m (19 ft), con un aumento di 2,95 m (9 ft 8 in). La volta è costruita in pietrisco posato a malta e poggia su una sottostruttura di conci di pietrame bugnato di varia grandezza (0,3–0,9 x 1,0–1,4 m). Originariamente la struttura era a volta continua; tuttavia, ad oggi sono crollati i tratti il 75º e l'85º metro insieme a quello all'uscita a valle. La restante struttura isolata sul lato a valle è stata spesso erroneamente indicata come un ponte a sé stante. Il ponte di Nysa fu considerato la seconda più grande sostruzione del suo genere nell'antichità, superata solo dal vicino Ponte di Pergamo.  In confronto, la larghezza di un normale ponte romano autoportante non superava i 10 m (33 ft).
Proseguendo sul suo corso, il Cakircak attraversava anche lo stadio cittadino, permettendo la rappresentazione della Naumachia. Sono inoltre presenti resti di altri due antichi ponti sia a monte che a valle.

## Capacità di scarico
La portata massima del ponte Nysa in caso di inondazioni è stata oggetto di ricerche idrauliche e idrologiche. È stato calcolato che la galleria ha una pendenza pari al 3,3% e una portata massima di scarico di 290 m³/s. Il superamento di questo limite sottopone il ponte a pressione interna e danneggia la struttura nel processo. Considerando che il Cakircak, che è lungo 6 km (3,7 mi), ha una pendenza mediana del 19% e un bacino idrografico di 4 km² (1,5 mi²), sono stati calcolati, a seconda del metodo impiegato, i seguenti intervalli mediani di tempo in termini di possibile superamento della capacità del ponte:
- 7.500 anni (metodo Günerman)
- 10.500 anni (metodo DSI)
- 13.000 anni (metodo Mockus)
- 68.000 anni (metodo Snyder)

Lo studio è giunto alla conclusione che statisticamente ogni 13.500 anni, valore che è stato indicato come media aritmetica, ci si dovrebbe aspettare inondazioni che supererebbero la capacità del ponte.